# Marjoe
Marjoe é um documentário estadunidense produzido e dirigido por Howard Smith  e Sarah Kernochan sobre a vida do ex-evangelista Marjoe Gortner. Ganhou o Oscar de melhor documentário de longa-metragem de 1972.

## História
Marjoe foi um pregador mirim precoce com extraordinários talentos, imensamente popular no Sul dos Estados Unidos. Seus pais ganharam grande quantidade de dinheiro com ele até que a novidade acabou. Marjoe retomou o ministério no início da vida adulta apenas com o objetivo de ganhar a vida, não acreditando de fato naquilo que pregava. Passou os anos seguintes usando sua fama e status como evangelista para ganhar a vida com os fenômenos das tendas do Avivamento e do Televangelismo.
Eventualmente, Gortner sofreu uma crise de consciência e decidiu desistir do círculo do Avivamento. Ofereceu para uma equipe de filmagem acesso irrestrito aos bastidores da sua turnê do Avivamento, que realizou em 1971. O filme contém cenas de reuniões de avivamento mostrando Gortner pregando e rezando pelas pessoas em Los Angeles, Fort Worth, Detroit e Anaheim. Isto é intercalado com filmagens de Gortner admitindo para a câmera que ele era um descrente e revelando suas estratégias e as de outros evangelistas para manipular e comover as pessoas durante os avivamentos. Confessou ter estudado os trejeitos e o estilo de Mick Jagger dos Rolling Stones como inspiração para suas próprias performances na igreja.

## Lançamento
À época do lançamento, o filme gerou uma comoção considerável na imprensa, mas não foi muito exibido nos cinemas do Sul dos Estados Unidos. O distribuidor temeu que houvesse reações adversas ao filme no Cinturão Bíblico.

## Trilha sonora
Uma trilha sonora foi lançada pela Warner Bros. Records, consistindo nos sermões e segmentos de palavras pronunciados por Marjoe (com quatro anos), intercalados com músicas. Save All My Brothers (Salve todos os meus irmãos), música tema do filme, foi escrita por Sarah Kernochan e Joseph Brooks (que também fez arranjos), e cantada porJerry Keller.

## Redescoberta e relançamento
Apesar de ter sido lançado em VHS, o filme havia saído de produção há muito tempo e havia deteriorado. Em 2002, o negativo e outros elementos foram encontrados em um cofre em Nova Iorque. Uma vez que os direitos foram assegurados, o filme foi restaurado com financiamento da Academy of Motion Picture Arts and Sciences.
Em 15 de novembro de 2005, em Nova Iorque, o IFC Center exibiu Marjoe como filme de encerramento em uma série de documentários intitulada Stranger Than Fiction (Mais Estranho que a Ficção). Em seu programa, eles chamavam o filme de "uma joia perdida". A versão restaurada foi desde então lançada em DVD.

## Prêmios
O filme ganhou o Oscar de melhor documentário de longa-metragem de 1972.

## Ligações
- Marjoe (1972) disponível online no Youtube
- «Marjoe» (em inglês) no Rotten Tomatoes